# Carlos Miller
Carlos Miller (ur. 19 lutego 1923 w Jackson, zm. 18 sierpnia 2012 w Bloomington) – fizjolog amerykański, współodkrywca pierwszej cytokininy.
Carlos Miller urodził się w Jackson w stanie Ohio. Ukończył studia na Uniwersytecie Stanu Ohio. W latach 1943–1946 służył w armii jako meteorolog. W czasie służby wojskowej odbył szkolenie na Denison University i Harvardzie w zakresie matematyki, fizyki, elektroniki i meteorologii. Po II wojnie światowej doktoryzował się z fizjologii roślin w 1951 roku. W pracy doktorskiej badał, jak światło i związki organiczne i nieorganiczne wpływają na wzrost komórek roślinnych. Dołączył do grupy badaczy w laboratorium Folke'a Karla Skooga na Uniwersytecie Wisconsin. W 1955 roku wyodrębnili kinetynę, hormon stymulujący komórki roślinne do podziału. Miller odkrył, że kinetynę można wykorzystać do stymulowania komórek roślinnych do ponownego wzrostu w całe rośliny z tylko jednej komórki. To jedno z podstawowych odkryć wykorzystywanych na skalę przemysłową we współczesnej biotechnologii roślin. Po przeniesieniu się w 1957 roku na Uniwersytet Indiany, Miller wyodrębnił z ziaren kukurydzy zeatynę. Właściwie do śmierci prowadził badania nad cytokininami. Zmarł 18 sierpnia 2012 roku w Bloomington.